# Обарање RQ-1 Предатора код Крепшића
Обарање F-117 RQ-1 Предатора код Крепшића је догађај током НАТО операције Спречити лет. В и ПВО снаге су 11. августа 1995. изнад Крепшића, код Брчког, обориле дрон УСАФ RQ-1 предатор. Већ 14. августа су изгубили и другог предатора.

## Позадина
Први лет БПЛ RQ-1 Предатор био је јула 1994. године. Своју прву примјену имао је годину дана касније изнад Републике Српске. RQ-1 Предатор је основна варијанта, са наменом извиђача, код које је RQ-1А, из предсеријске производње. Први серијски производи имају ознаку RQ-1B. Касније партије производње имају ознаку, изведену од RQ-1L и РQ-1К. Након увођења у оперативну употребу варијанте МQ-1, америчко ваздухопловство почело је да конвертује све дотадашње летелице RQ-1, на овај стандард.

## Обарање дронова
Предатори су били распоређени у састав 11, 15. и 17. извиђачког сквадрона РВ САД, у бази Индијан Спрингс. Први прекоморски распоред БПЛ Предатор извршен је на Балкану, од јула до новембра 1995. године, под називом Номадско бдење (енг. Номад Вигил). Изнад Републике Српске Американци су премијерно употријебили беспилотне летелице RQ1 Предатор, јула 1995. године. Првобитно, оне су требале да базирају на хрватском острву Крк, али су медији у Хрватској увелико писали о њиховом базирању у Хрватској, те су Американци одлучили да се они дислоцирају у Албанију. У ваздухопловној базу Гјадер у Албанији су допремљена укупно четири „предатора“, који су имали задатак снимања положаја ВРС и укупне ситуације на терену. Током операције извиђања положаја ВРС, Американци су првобитно прећуткивали, а касније и признали губитак две БПЛ.
Прво обарање RQ-1 догодио се изнад села Крепшић недалеко од Брчког 11. августа 1995. године. Обарање је извршила ПВО батерија 11. дубичке лаке пешадијске бригаде ВРС. Већ 14. августа 1995. године у истој зони Американци губе и други „предатор“. Као разлог губитка Американци наводе квар на мотору, због чега су га морали уништити самоликвидацијом, иако се не искључује ни ватрено деловање ПВО са земље.